# Янг (острів)
Янг — найпівнічніший і найзахідніший з трьох островів у групі незаселених островів Баллені, розташованих у Південному океані. 
Він розташований за 8 км на північний захід від острова Бакл, та приблизно за 115 км на NNE від мису Білоусова на материковій частині Антарктики. 
Острів приблизно напівовальної форми з довгим прямим східним узбережжям і вигнутим західним узбережжям, що зустрічаються на мисі Скорсбі на півдні та мисі Еллсворт на півночі.
Відстань між цими двома мисами становить 19 морських миль (22 милі), у найширшій частині острів має поперечник 4 морські милі (4,6 милі). 
 
Острів є вулканічним, з активними фумаролами, висотою до 1340 метрів. 
Він повністю покритий снігом. 
Вибухове виверження VEI -7 відбулося на острові Янг 1 700 000 років тому. 

Острів є частиною Території Росса, на яку претендує Нова Зеландія (див. територіальні претензії в Антарктиці).